# Wiktor Huriejew
Wiktor Hryhorowycz Huriejew, ukr. Віктор Григорович Гурєєв, ros. Виктор Григорьевич Гуреев, Wiktor Grigorjewicz Guriejew (ur. 1937 w Leningradzie, Rosyjska FSRR, zm. 1993 w Ługańsku) – ukraiński piłkarz, grający na pozycji obrońcy, a wcześniej napastnika, trener piłkarski.

## Kariera piłkarska

### Kariera klubowa
Wychowanek FSzM Trudowyje Riezierwy Leningrad. W 1957 rozpoczął karierę piłkarską w klubie Zoria Ługańsk, w którym grał przez 7 lat. W 1964 zakończył karierę zawodową w 3-ligowym zespole Komunareć Komunarsk.

## Kariera trenerska
Po zakończeniu kariery zawodniczej rozpoczął pracę trenerską. W 1964–1965 trenował Szachtar Krasnyj Łucz. Od 1968 do września 1969 prowadził Zorię Ługańsk. W latach 1972–1981 pracował w klubach Chimik Siewierodonieck, Kuzbass Kemerowo, Kubań Krasnodar i Siewier Murmańsk. W 1993 zmarł w Ługańsku.

## Sukcesy i odznaczenia

### Sukcesy klubowe
- mistrz Ukraińskiej SRR: 1962

### Sukcesy indywidualne
- wybrany do listy 33 najlepszych piłkarzy w Ukraińskiej SRR: Nr 1 (1962)

### Odznaczenia
- tytuł Mistrza Sportu ZSRR: 1962